# Kondeusze

Herb książąt Condé

Herb książąt Conti

Herb rodu Savoia-Carignano-Soissons

Kondeusze (fr. de Condé) – francuski ród arystokratyczny, będący boczną linią dynastii Burbonów. Przedstawiciele tego rodu odgrywali znaczącą rolę we Francji w XVI i XVII wieku.

## Przedstawiciele
| Imię                                        | Portret | Żył od – do                                                       | Rodzice |
| ------------------------------------------- | ------- | ----------------------------------------------------------------- | --- |
| Ludwik I de Bourbon-Condé ?–1569            |         | 7 maja 1530 w Vendôme- 13 marca 1569 w Jarnac                     | Karol IV de Bourbon-Vendôme Franciszka d'Alençon                                                                |
| Henryk I de Bourbon-Condé 1569–1588         |         | 1552 w La Ferté-sous-Jouarre- 1588 w Saint-Jean-d'Angély          | Ludwik I de Bourbon-Condé Eleonora de Roucy de Roye                                                             |
| Henryk II de Bourbon-Condé 1588–1646        |         | 1 września 1588, w Saint-Jean-d'Angély- 26 grudnia 1646, w Paryżu | Henryk I de Bourbon-Condé Szarlotta Katarzyna de La Trémoille                                                   |
| Ludwik II de Bourbon-Condé 1646–1686        |         | 8 września 1621 w Paryżu- 11 grudnia 1686 w Fontainebleau         | Henryk II de Bourbon-Condé Szarlotta Małgorzata de Montmorency                                                  |
| Henryk Juliusz de Bourbon-Condé 1686–1709   |         | 29 lipca 1643 w Paryżu- 1 kwietnia 1709 w Paryżu                  | Ludwik II de Bourbon-Condé Klara Klemencja de Maillé-Brézé                                                      |
| Ludwik III de Bourbon-Condé 1709–1710       |         | 10 listopada 1668- 4 marca 1710                                   | Henryk Juliusz de Bourbon-Condé Anna Henrietta Wittelsbach                                                      |
| Ludwik IV Henryk de Bourbon-Condé 1710–1740 |         | 18 sierpnia 1692 w Wersalu- 27 stycznia 1740 w Chantilly          | Ludwik III de Bourbon-Condé Ludwika Franciszka de Bourbon                                                       |
| Ludwik V Józef de Bourbon-Condé 1740–1818   |         | 9 sierpnia 1736– 13 maja 1818                                     | Ludwik IV Henryk de Bourbon-Condé Karolina Hesse-Rotenburg                                                      |
| Ludwik VI Henryk de Bourbon-Condé 1818–1830 |         | 13 kwietnia 1756, w Paryżu- 27 sierpnia 1830, w zamku Saint-Leu   | Ludwik V Józef de Bourbon-Condé Szarlotta Elżbieta Godefrida de Rohan córka Karola de Rohan, księcia de Soubise |

Najstarszy syn księcia de Condé nosił tytuł księcia d'Enghien. Kondeusze wielokrotnie pretendowali na królów Francji, a także Polski (m.in. Ludwik II). Ród Kondeuszy wygasł w 1830.

## Młodsze linie Kondeuszy
Bourbon-Conti

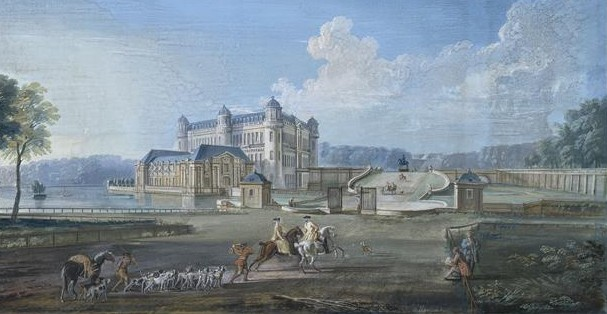
Château de Chantilly

Linia założona po raz pierwszy w 1581 przez Franciszka I, młodszego syna pierwszego księcia Kondeusza. Po bezdzietnej śmierci Franciszka tytuł powrócił do Kondeuszy, a w 1629 został ponownie nadany – tym razem Armandowi I, młodszemu synowi Henryka III de Bourbon-Condé. Linia wygasła w 1814.
Bourbon-Soissons
Pierwszym hrabią Soissons z rodu Kondeuszy został w 1569 Karol, młodszy syn pierwszego księcia Kondeusza i młodszy brat pierwszego księcia Conti. Karol miał dwoje dzieci; syna-następcę, który zmarł bezdzietnie i córkę, która odziedziczyła tytuł po śmierci brata i przekazała go swoim potomkom z dynastii sabaudzkiej. W 1656 tytuł hrabiów Soissons przeszedł w ręce nowej bocznej linii – di Savoia-Carignano-Soissons.

## Rezydencje

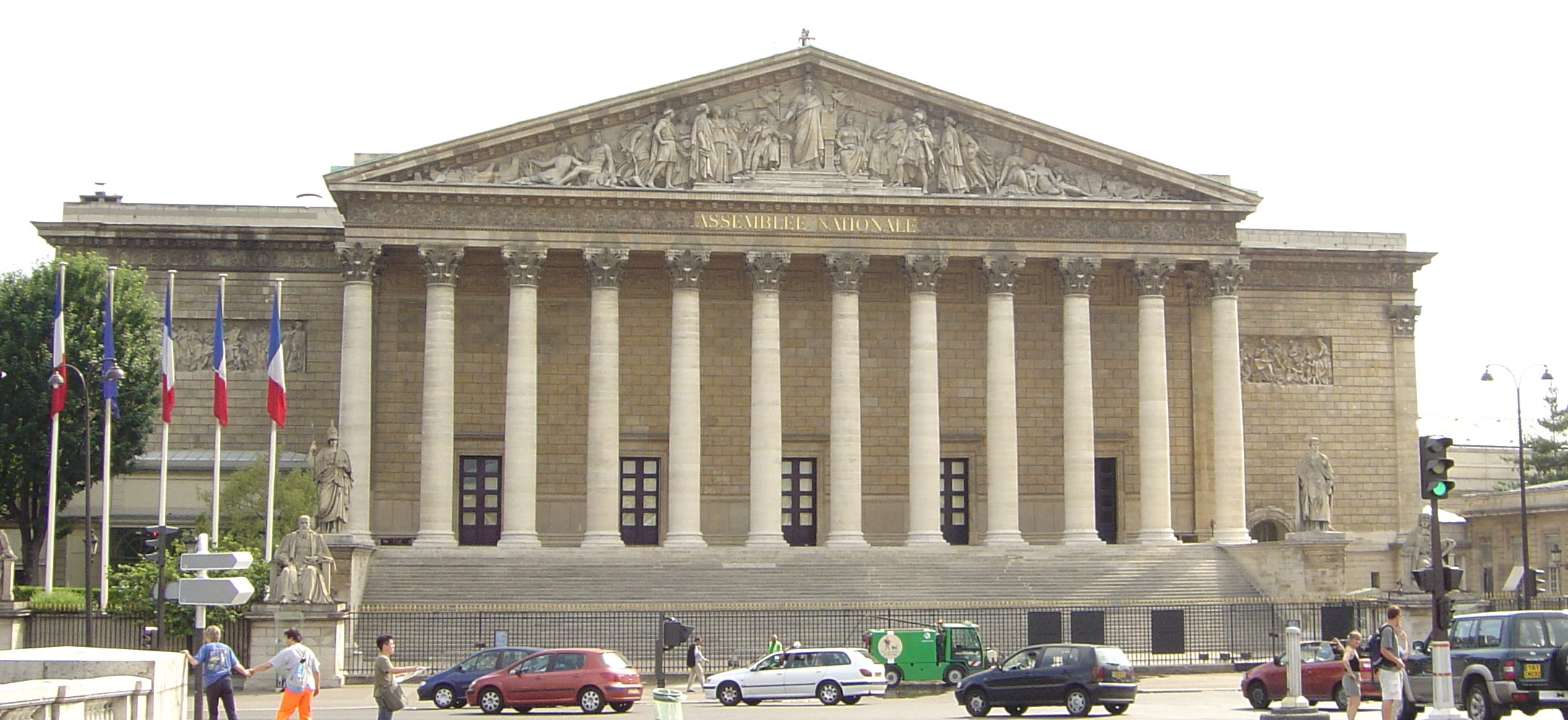
Front Pałacu Burbonów

Główną rezydencją rodu Kondeuszy był paryski pałac – Hôtel de Condé, który znajdował się w szóstej dzielnicy Paryża. W 1722 żona Ludwika III, szóstego księcia Kondeusza, Ludwika Franciszka (nieślubna córka króla Ludwika XIV i Markizy de Montespan) wybudowała w Paryżu Palais Bourbon. Palais Bourbon przejął funkcję głównej rezydencji Kondeuszów, a Hôtel de Condé stracił na znaczeniu i około 1780 został zburzony w celu wybudowania teatru – Théâtre de l'Odéon. Obecnie w Palais Bourbon znajduje się siedziba francuskiego Zgromadzenia Narodowego.
Kondeusze mieli jeszcze dwa pałace poza Paryżem; Château de Condé w Condé-en-Brie (w Aisne), który stał się ich własnością w 1624, oraz Château de Chantilly. Chantilly było schronieniem Wielkiego Kondeusza podczas jego wygnania z dworu królewskiego. Podczas rewolucji francuskiej zamek został skonfiskowany, następnie trafił w ręce kuzyna – najmłodszego syna króla Francuzów – Ludwika Filipa I – Henryka, księcia Aumale.